# Kiosk (Kantplatz)
Der Kiosk (auch: Buchsbaum-Kiosk) ist ein Bauwerk in Darmstadt.  

## Geschichte und Beschreibung
Der Kiosk wurde im Jahre 1925 nach Plänen des Architekten August Buxbaum erbaut.
Der Kiosk ist ein kleiner polygonaler Kunststeinbau.
Typische Details sind:
- leicht konischer Sockel
- geknicktes, weit überstehendes Zeltdach
- Kupferblechdach (seit 1928)

## Denkmalschutz
Der Kiosk auf dem Kantplatz ist der einzige erhalten gebliebene von insgesamt sieben identischen, im Jahre 1925 an prominenten Stellen im Stadtgebiet erbauten Verkaufskiosken.
Aus architektonischen und stadtgeschichtlichen Gründen gilt der Kiosk als Kulturdenkmal.